# 凯莉·哈迪
凯莉·哈迪（英語：Kelly Hardie，1969年11月21日—），生于西澳大利亚州珀斯，澳大利亚女子垒球运动员。她曾代表澳大利亚国家队参加2000年和2008年夏季奥林匹克运动会垒球比赛，获得二枚铜牌。